# Taznakht
Taznakht (arabiska: تازناخت) är en stad i Marocko. Den ligger i provinsen Ouarzazate och regionen Drâa-Tafilalet, 400 km söder om huvudstaden Rabat. Antalet invånare var 7 281 vid folkräkningen 2014.